# Adriano Moraes
Adriano Moraes (Brasilia, 21 aprile 1989) è un artista marziale misto brasiliano.
Combatte nella divisione dei pesi mosca per l'organizzazione singaporeana ONE Championship, nella quale è campione di categoria dal 2019. In passato è stato detentore del titolo in altre due occasioni tra il 2014 e il 2018.
In precedenza ha militato anche nella promozioni Shooto Brazil e Precol Combat.

## Carriera nelle arti marziali miste
Moraes compie il suo debutto da professionista il 4 settembre 2011, sconfiggendo il connazionale Ismael Bonfim  per sottomissione. Dopo aver racimolato un record da imbattuto di nove vittorie consecutive, nel 2013 viene messo sotto contratto dalla promozione singaporiana ONE Championship.
Il debutto del brasiliano per la ONE avviene contro il russo Yusup Saadulaev, il quale gli infligge la prima sconfitta da professionista per decisione unanime. Segnalatosi poco più tardi con una sottomissione ai danni dell'ex lottatore UFC Yasuhiro Urushitani, l'anno seguente conquista il titolo vacante dei pesi mosca superando il filippino Geje Eustaquio grazie a una ghigliottina nel corso della seconda ripresa. Dopo una sola difesa della cintura, Moraes viene detronizzato dieci mesi dopo ai punti da Qairat Ahmetov, al termine di cinque riprese molto tattiche.
Riproiettatosi ben presto nei vertici più alti della categoria, nell'estate del 2016 vince il titolo ad interim dei mosca grazie a una sottomissione ai danni del kirghiso Tilek Batyrov, a cui segue l'unificazione della cintura nella rivincita contro Achmetov. Dopo aver difeso il titolo dall'assalto del promettente filippino Danny Kingad, il 23 giugno 2018 viene sconfitto da Eustaquio al termine di una gara molto combattuta. I due si riaffronteranno per la terza volta sette mesi dopo a Manila: questa volta a prevalere sarà nuovamente il brasiliano, capace di imporsi nettamente sul campione al termine di cinque riprese.

## Risultati nelle arti marziali miste
| Risultato | Record | Avversario          | Metodo                               | Evento                                            | Data              | Round | Tempo | Città                  | Note                                          |
| --------- | ------ | ------------------- | ------------------------------------ | ------------------------------------------------- | ----------------- | ----- | ----- | ---------------------- | --------------------------------------------- |
| Vittoria  | 18-3   | Geje Eustaquio      | Decisione (unanime)                  | ONE Championship 88: Hero's Ascent                | 25 gennaio 2019   | 5     | 5:00  | Pasay, Filippine       | Vince il titolo dei pesi mosca ONE            |
| Sconfitta | 17-3   | Geje Eustaquio      | Decisione (non unanime)              | ONE Championship 74: Pinnacle of Power            | 23 giugno 2018    | 5     | 5:00  | Cotai, Macao           | Perde il titolo dei pesi mosca ONE            |
| Vittoria  | 17-2   | Danny Kingad        | Sottomissione (rear-naked choke)     | ONE Championship 63: Legends of the World         | 10 novembre 2017  | 1     | 4:45  | Manila, Filippine      | Difende il titolo dei pesi mosca ONE          |
| Vittoria  | 16-2   | Qairat Ahmetov      | Decisione (unanime)                  | ONE Championship 58: Kings & Conquerors           | 5 luglio 2017     | 5     | 5:00  | Cotai, Macao           | Vince e unifica il titolo dei pesi mosca ONE  |
| Vittoria  | 15-2   | Tilek Batyrov       | Sottomissione (rear-naked choke)     | ONE Championship 45: Heroes of the World          | 13 agosto 2016    | 2     | 4:49  | Cotai, Macao           | Vince il titolo dei pesi mosca ONE ad interim |
| Vittoria  | 14-2   | Eugene Toquero      | Sottomissione (brabo choke)          | ONE Championship 40: Union of Warriors            | 18 marzo 2016     | 1     | 4:53  | Yangon, Birmania       |                                               |
| Sconfitta | 13-2   | Qairat Ahmetov      | Decisione (non unanime)              | ONE Championship 36: Dynasty of Champions         | 21 novembre 2015  | 5     | 5:00  | Pechino, Cina          | Perde il titolo dei pesi mosca ONE            |
| Vittoria  | 13-1   | Riku Shibuya        | Decisione (unanime)                  | ONE Championship 25: Age of Champions             | 13 marzo 2015     | 5     | 5:00  | Kuala Lumpur, Malaysia | Difende il titolo dei pesi mosca ONE          |
| Vittoria  | 12-1   | Geje Eustaquio      | Sottomissione (ghigliottina)         | ONE Fighting Championship 20: Rise of the Kingdom | 12 settembre 2014 | 2     | 3:45  | Phnom Penh, Cambogia   | Vince il titolo vacante dei pesi mosca ONE    |
| Vittoria  | 11-1   | Kosuke Suzuki       | Sottomissione (triangolo di braccio) | ONE Fighting Championship 17: Era of Champions    | 14 giugno 2014    | 3     | 1:35  | Giacarta, Indonesia    |                                               |
| Vittoria  | 10-1   | Yasuhiro Urushitani | Sottomissione (rear-naked choke)     | ONE Fighting Championship 14: War of Nations      | 14 marzo 2014     | 2     | 3:48  | Kuala Lumpur, Malaysia |                                               |
| Sconfitta | 9-1    | Yusup Saadulaev     | Decisione (non unanime)              | ONE Fighting Championship 12: Warrior Spirit      | 15 novembre 2013  | 5     | 5:00  | Kuala Lumpur, Malaysia |                                               |